# Anthochaera lunulata
El mielero lunulado (Anthochaera lunulata) es una especie de ave paseriforme de la familia Meliphagidae endémica del suroeste de Australia.

## Localización
Es una especie de ave que se localiza en el sur de Australia Occidental.